# フィッチバーグ (マサチューセッツ州)
フィッチバーグ（英: Fitchburg）は、アメリカ合衆国マサチューセッツ州のウースター郡にある都市。人口は4万1946人（2020年）で、郡内第3位である。市内にはフィッチバーグ州立大学があり、公立私立の小学校と高校合わせて17校がある。

## 歴史
フィッチバーグは1730年にルネンバーグの一部として初めて入植され、1764年に公式に町として分離し法人化された。その法人化の法を認めた委員会の委員だったジョン・フィッチにちなんで名付けられた。1748年7月、この孤立した土地に住んでいたフィッチとその家族が、インディアンによってカナダに連行されたが、翌年には戻って来た。
フィッチバーグはナシュア川と鉄道線双方の傍にある。当初のフィッチバーグ鉄道はフーサック・トンネルを通り、ボストンとニューヨーク州オールバニとを繋いでいた。このトンネルはフィッチバーグで設計され製作されたバーリー岩盤ドリルを使って掘られた。フィッチバーグは19世紀の工業中心だった。当初は水力を使って駆動された大型の工場で機械、工具、衣類、紙、武器を作った。工場町として繁栄していた時代に建設された特にヴィクトリア様式の建築物で知られた。これら19世紀の建築の例として、フェイ・クラブ、北ウースター旧郡庁舎、ブロック・ハウスがある。
フィッチバーグはウースター郡に2つあった郡庁所在地の1つとして、北ウースター郡土地登記所が1903年に設立され、またウォーター通りにある郡監獄が郡の施設だった。
キャロル・リンレイが主演した1961年の映画『Return to Peyton Place』はフィッチバーグで撮影された。

## 地理と気候
フィッチバーグ市は北緯42度34分43秒 西経71度48分12秒 / 北緯42.57861度 西経71.80333度 (42.578689, -71.803383)に位置している。
アメリカ合衆国国勢調査局に拠れば、市域全面積は28.1平方マイル (73 km2)であり、このうち陸地27.8平方マイル (72 km2)、水域は0.3平方マイル (0.78 km2)で水域率は1.07%である。市内をナシュア川が流れている。市内最高地点は標高1,210フィート (370 m) のブラウンヒル頂上であり、市域の北西隅に近い。
フィッチバーグの北はアシュビー町、東はルネンバーグ町、南はレミンスター市、西はウェストミンスター町、北西はアシュバーナム町の小部分と接している。

### 気候
フィッチバーグの気候は湿潤大陸性気候であり、マサチューセッツ州やニューイングランドでは大半がこの気候にある。夏は通常暖かく、雨が降って湿度が高くなる。冬は寒く、風が有り、雪が降る。春と秋は通常穏やかであるが、風向やジェット気流の位置によって変化が激しい。最も暑い月は7月であり、平均最高気温は79°F (26 ℃)、最低気温は56°F (13 ℃) である。寒い月は1月であり平均最高気温は31°F (-1 ℃)、最低気温は12°F (-24 ℃) である。
| フィッチバーグの気候   | フィッチバーグの気候 | フィッチバーグの気候 | フィッチバーグの気候 | フィッチバーグの気候 | フィッチバーグの気候 | フィッチバーグの気候 | フィッチバーグの気候 | フィッチバーグの気候 | フィッチバーグの気候 | フィッチバーグの気候 | フィッチバーグの気候 | フィッチバーグの気候 | フィッチバーグの気候 |
| 月                     | 1月                  | 2月                  | 3月                  | 4月                  | 5月                  | 6月                  | 7月                  | 8月                  | 9月                  | 10月                 | 11月                 | 12月                 | 年                   |
| ---------------------- | -------------------- | -------------------- | -------------------- | -------------------- | -------------------- | -------------------- | -------------------- | -------------------- | -------------------- | -------------------- | -------------------- | -------------------- | -------------------- |
| 最高気温記録 °F （°C） | 64 (18)              | 67 (19)              | 81 (27)              | 91 (33)              | 92 (33)              | 94 (34)              | 95 (35)              | 98 (37)              | 92 (33)              | 84 (29)              | 77 (25)              | 69 (21)              | 98 (37)              |
| 平均最高気温 °F （°C） | 31 (−1)              | 35 (2)               | 43 (6)               | 55 (13)              | 66 (19)              | 75 (24)              | 79 (26)              | 78 (26)              | 70 (21)              | 58 (14)              | 48 (9)               | 36 (2)               | 56.2 (13.4)          |
| 平均最低気温 °F （°C） | 12 (−11)             | 14 (−10)             | 22 (−6)              | 32 (0)               | 41 (5)               | 51 (11)              | 56 (13)              | 54 (12)              | 46 (8)               | 35 (2)               | 27 (−3)              | 18 (−8)              | 34 (1.1)             |
| 最低気温記録 °F （°C） | −25 (−32)            | −22 (−30)            | −16 (−27)            | 6 (−14)              | 21 (−6)              | 29 (−2)              | 34 (1)               | 28 (−2)              | 24 (−4)              | 13 (−11)             | −7 (−22)             | −16 (−27)            | −25 (−32)            |
| 降水量 inch （mm）     | 3.42 (86.9)          | 3.13 (79.5)          | 3.63 (92.2)          | 4.00 (101.6)         | 4.03 (102.4)         | 4.24 (107.7)         | 4.09 (103.9)         | 4.35 (110.5)         | 3.87 (98.3)          | 4.65 (118.1)         | 3.94 (100.1)         | 3.66 (93)            | 47.01 (1,194.1)      |
| 出典：Weather Channel  |                      |                      |                      |                      |                      |                      |                      |                      |                      |                      |                      |                      |                      |

### 地区
フィッチバーグは下記のような多くの地区やビレッジに分けられる。
- クレグホーン
- クロッカービル
- イーストフィッチバーグ
- ロールストーンヒル
- サウスフィッチバーグ
- ターヒル
- ザ・パッチ
- ワチュセットステーション
- ウェイツコーナー
- ウェストフィッチバーグ

注: 上記の名前の少数のもののみ古い地図に地区として表示されている。例えばロールストーンヒルは確かに存在するが、地形の名前である。ワチュセットステーションは単純に鉄道の駅である。クロッカービルやターヒルのような名前は使われなくなっていた。その他の地区はグリークタウンのようにこのリストにも入っていない。

## 見どころ

### フィッチバーグ美術館
マサチューセッツ州北中部で貴重な文化施設であり、5,000年に渡る恒久的収集品を収める世界的な家族向け博物館である。1925年にアーティストでコレクターでもあるフィッチバーグ生まれのエレノア・ノークロス（1854年-1923年）の遺贈によって設立された。その大きな才能と教育にたいするビジョンが、アメリカの社会史において重要な開拓者の地位を与えている。この美術館には4つの建物があり、1883年に建設された歴史的「クロス・バーン」や1989年に完成した印象的なシモンドの建物など、ギャラリーと教育用ワークショップのスペースを合わせて2万平方フィート (1,858 m2) 以上ある。12の美しく設計されたギャラリーには、アメリカ、ヨーロッパ、アフリカ、エジプト、ギリシャ、ローマ、アジア、先コロンブス期の美術の傑作を見ることができる。

### ロールストーン巨岩

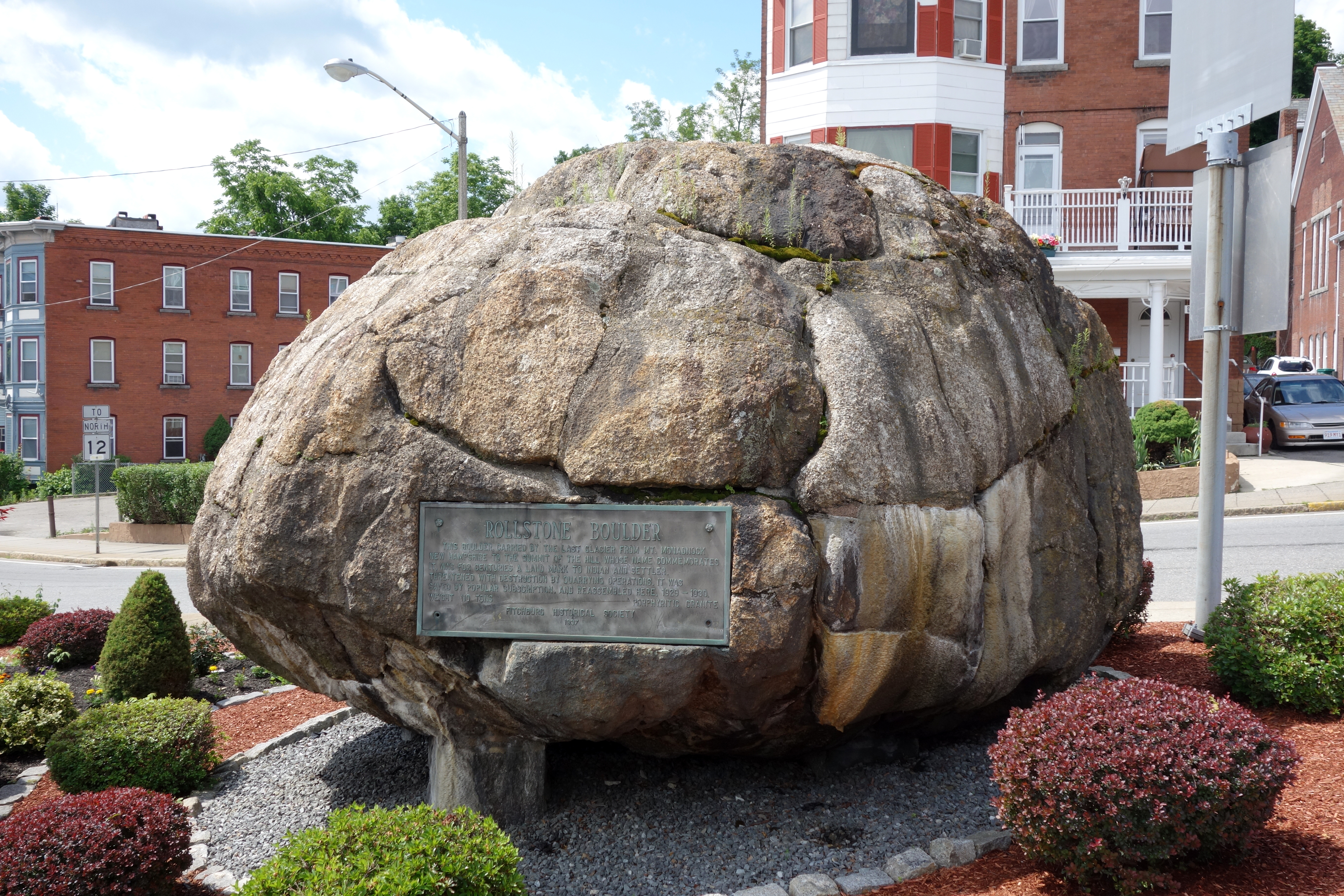
ロールストーン巨岩、2013年撮影

「ロールストーン巨岩」は推定重量110トンの斑状花崗岩の巨岩である。シティグリーンに隣接する小さな三角公園にある。この岩はロールストーンヒル頂上の目印であり、1929年と1930年に爆破されてグリーンの上に再度組立てられた。この巨岩に付けられている銘板には次のように書かれている。
| 「 | この岩は最終氷河によって、ニューハンプシャー州モナドノック山からこの丘の頂上に運ばれたものであり、丘の名前が付けられた。数世紀にわたってインディアンと開拓者の目印になっていた。石材掘削によって破壊される危険性があり、大衆の寄付によって救われた... | 」 |

### クロッカー・フィールド
アメリカ合衆国国家歴史登録財にも指定されるこの運動施設は、1918年にアルバ・クロッカーからフィッチバーグ市の児童へ贈呈されたものである。アルバ・クロッカーはその「夢のフィールド」を設計するためにマサチューセッツ州ブルックリンの有名なオルムステッド兄弟景観デザイン会社を雇った。野球のベーブ・ルースもこのクロッカー・フィールドを訪れたことがあり、当時フィッチバーグ高校運動部のディレクターだったクラレンス・アミオットに、「どのプロのチームがここで試合をするのか？」と尋ねた。アミオットは「フィッチバーグ高校の運動部チームだ」と答えた。

### トップファン航空博物館
この博物館は航空関連の玩具に完全に特化したことで、世界初かつ唯一の玩具博物館である。日本、ハンガリー、ドイツおよびアメリカ合衆国からのブリキの玩具2,000個以上が集められている。

### フィッチバーグ歴史協会
フィッチバーグ歴史協会にはフィッチバーグの歴史に関わる20万以上の物件を収めている。その古文書保管庫には1838年から1976年までのセンティネル新聞、市の電話帳、写真、スクラップブック、原稿、家系図、絵葉書、産業に関する投機記録、さらに1700年代から現在までフィッチバーグの歴史に関わる書籍や小冊子が収められている。さらに南北戦争や鉄道に関する膨大な収集品がある。研究図書館は一般公開されている。
加工品のかなりの収集品もあり、鉄炉調理道具、フィッチバーグ・センティネルの最初の印刷機、市の強い産業遺産を物語る機械類、初期絵画の輝かしい収集品、フィッチバーグの多くの時代を代表する衣類など、フィッチバーグ初期の歴史を教えてくれるものである。
2001年に完成した包括的戦略計画によって、フィッチバーグの歴史に関する収集や保存を続け、学生や一般大衆のためのプログラムを実行し続けるために、ニーズによりうまく適合した建物を見つける必要性を指摘していた。歴史協会は現在、メインストリート781にある建物の改修とアップグレードの最終段階にある。このH・M・フランシス・フェニックス・ビルに対する改修の結果として、現在の新しい場所に移転された。

### コグスホール公園
コグスホール公園はマサチューセッツ州北中部の小さな都市にあるヴィクトリア様式の公園であり、ミラー湖から樹木のあるトレイルが枝分かれして数マイルにも伸びている。さらに楽しく容易な歩道が湖を囲んでいる。丘に作られた石段から水に面した東屋に導き結婚式や写真撮影の人気あるスポットにしている。古典的な石造りのハウスからミラー湖を見下ろしている。公園の全体にテーブルとベンチが配され、ピクニックをする者や、単にリラックスする場所を求める者を惹きつけている。子供たちには池に近く遊技場があり、フリスビー・ゴルフのコースもある。
コグスホール公園は、フィッチバーグ・ガス会社の取締役ヘンリー・コグスホールとその妻が、1894年に市に寄付した。最初に寄付されたのは86エーカー (344,000 m2) の土地があったが、夫妻はさらに別の土地を買い上げて寄付したので、現在ある212エーカー (848,000 m2) の公園になった。この公園にはさらに保護地や鳥類繁殖地も隣接し、全部で300エーカー (1,200,000 m2) を超えるものになっている。
1992年に設立された組織である「コグスホール公園の友人たち」が、州と連邦政府の予算100万ドルを使って、この公園を改修した。組織の使命は公園の保存のみのために使われるよう集められた募金で公園を維持することである。この組織の設立以来、公園の改善と美化にかなりの貢献を果たしてきた。毎春の清掃プロジェクトには、組織がボランティア活動家と物資（毎年60ヤード [54 m] 以上の根覆いなど）を提供し、公園の景観が良好に保たれるようにしている。組織からなされる他の投資はさらに重要なものであり、ミラー湖のための新しい噴水の購入や、コグスホール公園や市周辺のどこでも必要に応じて利用されるオフロードに特化された消防車の購入に使われている。

## 人口動態
以下は2010年国勢調査による人口統計データである。
| 基礎データ - 人口: 40,318 人 - 世帯数: 15,165 世帯 - 家族数: 9,362 家族 - 人口密度: 560.8人/km2（1,450.3 人/mi2） - 住居数: 17,117 軒 - 住居密度: 239.3軒/km2（615.7 軒/mi2） 人種別人口構成 - 白人: 78.2% - アフリカン・アメリカン: 5.1% - ネイティブ・アメリカン: 0.3% - アジア人: 3.6% - 太平洋諸島系: 0.0% - その他の人種: 9.1% - 混血: 3.7% - ヒスパニック・ラテン系: 21.6% - プエルトリコ系: 14.6% - ドミニカ系: 1.8% - ウルグアイ系: 1.6% - メキシコ系: 1.4% - コロンビア系: 0.3% 言語による構成 - 英語：76.9% - スペイン語：15.1% - その他のインド・ヨーロッパ語：4.2% - アジア、太平洋諸島系言語: 2.6% | 年齢別人口構成 - 18歳未満: 22.9% - 18-24歳: 14.1% - 25-44歳: 25.9% - 45-64歳: 24.7% - 65歳以上: 12.4% - 年齢の中央値: 35歳 - 性比（女性100人あたり男性の人口） - 総人口: 94.5 - 18歳以上: 92.3 世帯と家族（対世帯数） - 18歳未満の子供がいる: 29.0% - 結婚・同居している夫婦: 39.3% - 未婚・離婚・死別女性が世帯主: 16.2% - 非家族世帯: 38.3% - 単身世帯: 29.8% - 65歳以上の老人1人暮らし: 13.5% - 平均構成人数 - 世帯: 2.49人 - 家族: 3.10人 収入と家計 - 収入の中央値 - 世帯: 47,019米ドル - 家族: 57,245米ドル - 性別 - 男性: 47,350米ドル - 女性: 37,921米ドル - 人口1人あたり収入: 22,972米ドル - 貧困線以下 - 対人口: 19.4% - 対家族数: 14.6% - 18歳未満: 27.3% - 65歳以上: 12.7% |

## 政治
サウスブリッジは、二大政党を比較すると民主党の登録有権者数が圧倒的に多いが、党派を回答しない者が半数を超えており、選挙の結果は必ずしも民主党の安泰とはならない。ウースター郡で選挙で選ばれる役人5人のうち、保安官1人は共和党員である。州知事委員会委員も共和党員である。アメリカ合衆国下院ではマサチューセッツ州第3選挙区に属し、2014年時点で民主党員を送り出している。
| 民主党   | 7,529  | 34.42% |
| 共和党   | 2,305  | 10.54% |
| 無党派   | 11,810 | 53.99% |
| 少数政党 | 229    | 1.05%  |
| 合計     | 21,873 | 100%   |

## 救急サービス

### 消防署
フィッチバーグはフィッチバーグ市消防署の98人の有給専門消防士によって年中守られている。駐屯所は3か所が市内に配置され、シフト毎に副署長とシフト長が指揮している。消防車は3台、梯子車1台、救急車1台、特殊作戦部隊1つ、雑木林用部隊1つ、消火艇1隻、保守部隊1つ、搬送バス1台があり、その他特殊支援予備部隊には予備消防車2台、予備消防車/タンカー1台、予備梯子車1台がある。指揮をするのは署長1人、副署長4人、キャプテン4人、リューテナント14人である。年間約8,000回の呼び出しに対応している。

### 警察
フィッチバーグ市では、市のレベルで2つ、郡のレベルで1つ、州のレベルで1つ、合計4つの警察組織がある。
- 市のレベル
  - フィッチバーグ警察署[20] - 管轄範囲は28平方マイル (73 km2) と公道延長192マイル (310 km) である。年間4万件以上の事件に対応し、マサチューセッツ州中央部約4万人の住民の需要に応じている
  - フィッチバーグ州立大学キャンパス警察[21] - 陣容は署長1人、副署長2人、巡査部長1人、巡査14人、通信指令係3人である。マサチューセッツ州法に従い州特殊警官として訓練、免許、武装されており、また郡の副保安官としても宣誓している。さらに2012年、市長のリサ・ウォングが州立大学キャンパス警察署の警官に、市警察の要請に従ってフィッチバーグ特殊警官として宣誓させ、キャンパス警官が市の警察を支援できる能力を広げた。キャンパス警官は警官の全権限を持ち、犯罪の防止にあたり、犯罪者を捜査・逮捕し、公衆の安全を守り、刑法と州法を執行し、大学の方針と規則を守らせている
- 郡のレベル
  - ウースター郡保安官[22]
- 州のレベル
  - マサチューセッツ州警察 - マサチューセッツ州の公衆安全と安全保障の執行部署であり、州全体で刑法の執行と交通車両の規制を行う。約2,200人の警官と400人の文民支援スタッフがおり、ニューイングランドで最大となっている

### 医療
市内には総合病院が1つある。また隣接するレミンスター市にあるホスピタル・ヘルスアライアンスも医療面で機能している。

## 図書館

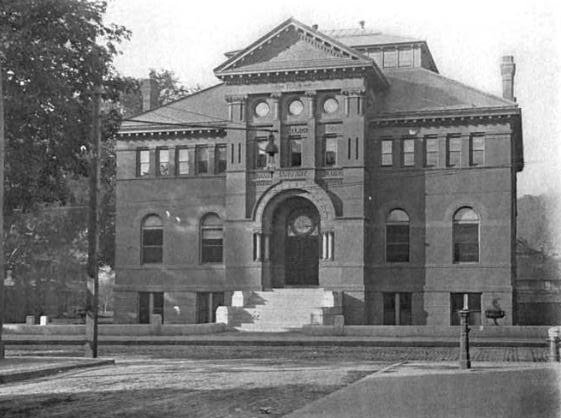
フィッチバーグ公共図書館、1907年

フィッチバーグ公共図書館は1859年に設立された。これは市民が1851ドルを要求する支払い命令書を承認し、町役場の一部を図書館に使うことを認めた後のことだった。
1885年、ロドニー・ウォレスがメインストリートとニュートン・プレースの角に、フィッチバーグ市民への贈り物として、ウォレス図書館と画廊を建設し、寄付した。1899年、国内でも最初期の子供向け図書室で子供向け図書館サービスが始まった。フィッチバーグ青年図書館が新しく開館されたのは1950年だった。市域の外にもサービスを拡張した移動図書館の購入で図書館サービスが増加した。
フィッチバーグ公共図書館は、1962年にマサチューセッツ地域図書館システムで初の地域図書館になった。
現存するウォレス図書館は1967年に開館された。この建物を寄付したジョージ・R・ウォレスとその妻アリス・G・ウォレスから名付けられている。連邦法の図書館サービスと建設の法とフィッチバーグ市からの資金もこのプロジェクトを後押しした。ヘレン・E・ビッカリー・ファンドが新しい移動図書館を提供した。
2008会計年度で、フィッチバーグ市は予算の1.34%、1,111,412ドルを公共図書館に使っており、一人当たりでは27ドルほどである。しかし、2009会計年度では、0.48%、388,977ドルとなり、一人当たりでは9.23ドルと減額された。このことは2008年と2009年の間で市の予算が65%減ったことを反映していた。その結果、フィッチバーグ公共図書館はマサチューセッツ州の公共図書館最低水準を満たせず、この年はマサチューセッツ州図書館コミッショナー員会によって認証されなかった。2012会計年度で再度認証された。
さらに「フィッチバーグ公共図書館の友人たち」からの支援が続いている。この組織は図書館とそれが奉仕する市民との密接な関係を作っており、サービスの支援を促進し、書籍の購入や博物館入場パスの料金など重要なサービスの資金を出している。「友人たち」は地域の博物館と協力し、減額された料金で展示物を見られるよう博物館の入場パスを持ってきている。
2014年フィッチバーグ法律図書館が、エルム通りのオフィス閉鎖に対応して、フィッチバーグ公共図書館の中に開設された。新しい図書館の場所はアクセスしやすく、一般公開されている。

## 教育

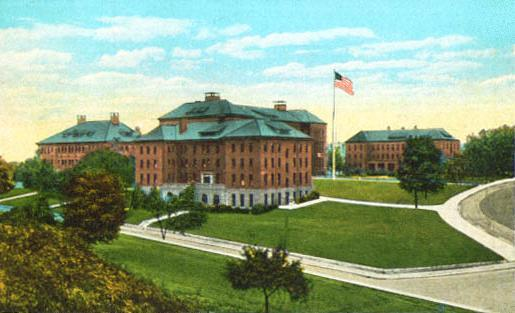
州立師範学校、1920年頃、現在のフィッチバーグ州立大学

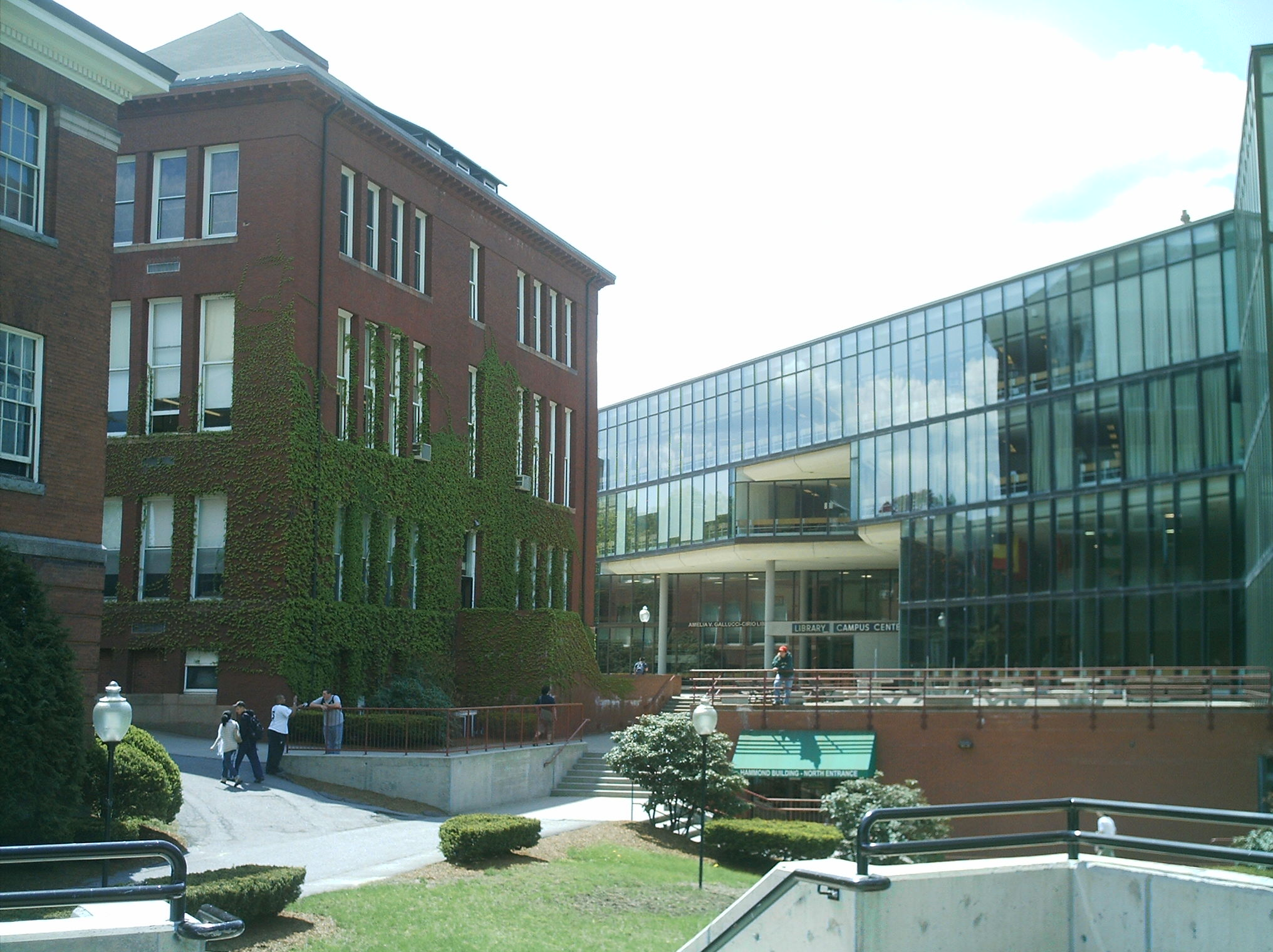
フィッチバーグ州立大学のハモンド・ビル

### 公立学校
- メモリアル中学校
- クロッカー小学校
- マッケイ小学校
- レインゴールド小学校
- 南通り小学校
- ノースセントラル・チャーター基本学校[33]
- フィッチバーグ芸術アカデミー[34] (FAA)
- アーサー・M・ロングショ・ジュニア中学校
- フィッチバーグ高校[35]
- グッドリッチ・アカデミー[36]
- モンタチューセット地域職業訓練校、モンティ・テックとも呼ばれる

### 私立学校
- アップルワイルド学校
- ノートルダム予備校
- セントアンソニー・ディ・パデュア小学校[37]
- セントバーナード小学校[38]
- セントバーナード中央カトリック高校

### 高等教育機関
- フィッチバーグ州立大学

1894年にマサチューセッツ州議会の法により州立師範学校として設立され、アカデミー通りの旧高校校舎に暫定校舎があった。

## 交通
フィッチバーグ市の交通は大半がモンタチューセット地域交通局が担当している。モンタチューセット地域（マサチューセッツ州の北中部）の中で、バスの路線便、シャトルサービス、さらに補助的交通を運行している。フィッチバーグ駅でマサチューセッツ湾交通局の通勤線と接続もしている。この通勤線はボストンの北駅から出ているフィッチバーグ線の西の終着駅となっている。
フィッチバーグ市民空港はフィッチバーグ市とレミンスター市の市境近く、空港道路に近い335エーカー (1.34 km2) の土地を占めている。1940年、この空港の土地が市に寄付され、フィッチバーグ都市圏に使われている。

## 経済

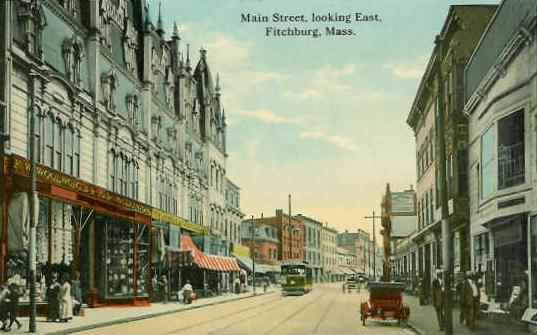
メインストリート、東を望む、1912年頃

20世紀初期までを通じてフィッチバーグはその製紙産業で知られ、それはナシュア川岸を占領し、ヨーロッパからの移民の多くを雇用していた。ナシュア川は製紙工場がその日に紙を染めるために使った色に染まると、多くの住人が言っていた。
1939年に設立されたワチュセット・ポテトチップ会社は、1940年代に元の郡監獄の建物と土地を買収し、その時からスナック製品のための採算と物流施設として運営された。2011年にUTZに買収され、今もワチュセットの名前を使ってポテトチップスを作り配達している。
ワチュセット・トラック会社とニューイングランド・トラック会社の2つのトラック製造会社が、20世紀初期にフィッチバーグ市内で操業されていた。
アイバー・ジョンソン・アームズ・アンド・サイクル・ワークスは、主要製品である武器と自転車に加えて、一時期オートバイを生産していた。
大規模金融サービス会社であるアサンプション・ライフは1903年にフィッチバーグで設立され、その後ニューブランズウィック州モンクトンに移転した。
メインストリートで長く営業された企業は、シャックの衣類とデュバーニー宝石商である。
メインストリートに開店した新企業はデステアのマティーニ・バーがあり、チャイボのカフェは人気ある待ち合わせ場所になっている。
2014年6月に開業したグレート・ウルフ・ロッジ・ニューイングランドは、元のホリデーイン/ココ・キー・ウォーター・リゾート・ゼアを7,000万ドル掛けて改修し、400人以上の新しい雇用を生み出した。

### フィッチバーグ中央蒸気プラント
フィッチバーグ中央蒸気プラントは1928年に建設され、地元の多くの製紙工場に蒸気と電力を提供した。製紙工場が閉鎖あるいは改良されると、中央蒸気プラントも使われなくなり、閉鎖された。2008年、アメリカ合衆国環境保護庁がその跡地を土壌と地下水が金属と無機物質による汚染のためにブラウンフィールドと指定した。環境保護庁はフィッチバーグがその場所の危険物資を除去するために50,500ドルを出資した。
跡地の洗浄は2010年に始まり、現在も続いている。

## レクリエーション

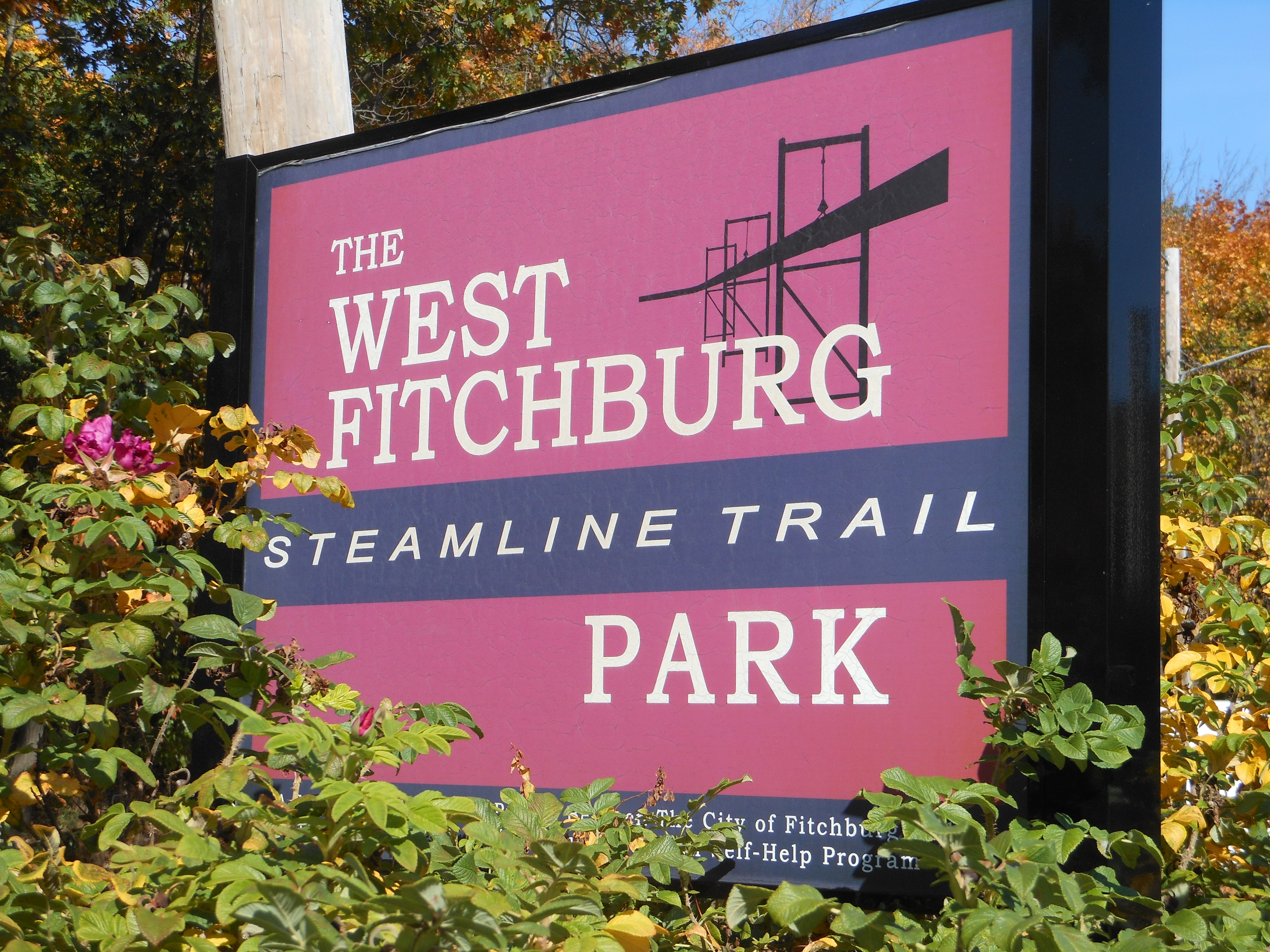
ウェストフィッチバーグ蒸気ライントレイルパークの標識

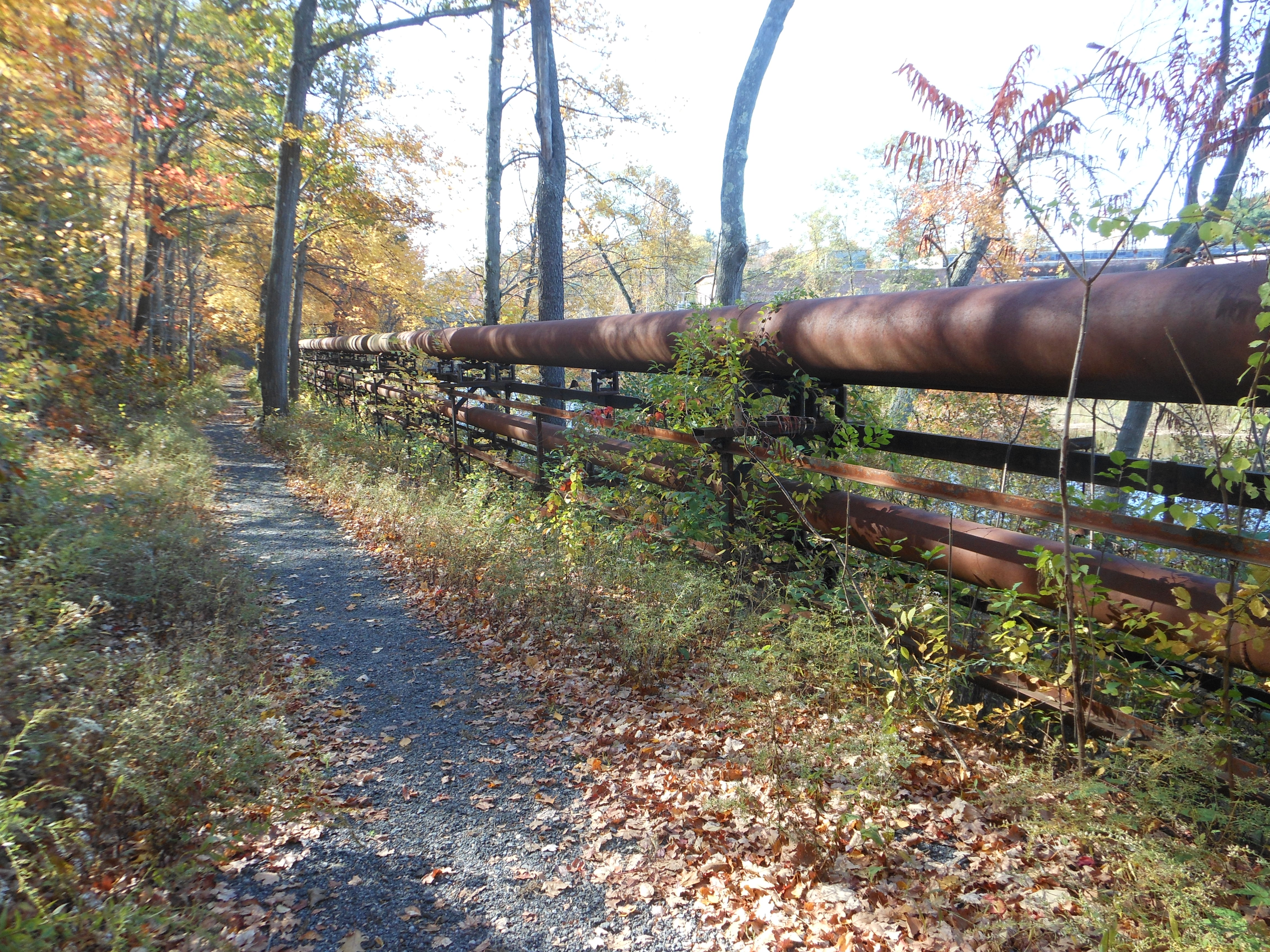
ウェストフィッチバーグ蒸気ライントレイルパーク、特徴ある産業遺産

### 公園
フィッチバーグ公園とレクリエーション部は下記の公園などを維持管理している
| - バートリー・ノーラン・セイラム通り遊技場 - コールドウェル公園 - コグスホール公園 - クーリッジ公園 - クロッカー遊技場 - テイトウェイ公園 - グッドリッチ遊技場 - グリーンコーナーズ公園 - ハワース公園 - リッチフィールド公園 | - ロー遊技場 - サディ・クァトラル公園 - 記念公園 - モーラン・フィールド - パークヒル公園 - フィリップス遊技場 - リバーフロント公園 - サウスフィッチバーグ遊戯場 - アッパーコモン - スタンリー公園 |

### 保護地
広さ326エーカー (1.30 km2) の野生生物保護区であるフラットロック野生生物保護区は、マサチューセッツ・オーデュボン土地ネットワークの一部であり、6マイル (10 km) のトレイルがある。フィッチバーグ中心街から歩いて数分の位置にあり、町の喧騒が鳥のコーラス、葉の擦れる音、飛び回るトンボの中に消えていく。この森のある地域は、フィッシャー、コヨーテ、アカギツネなど比較的大きな縄張りを必要とする種に生息域を提供している。ボブキャットとクロクマが岩棚の上の樹木やアメリカツガの叢林を抜けて移動していることがある。

### ウェストフィッチバーグ蒸気ライントレイル
ウェストフィッチバーグ蒸気ライントレイルは、自転車と歩行者の道であり、マサチューセッツ州道2号線代替路沿いにある。長さは0.6マイル (960 m) あり、ウェイツコーナー地区のナシュア川とフラッグ・ブルックに沿って走っている。この道は砂利敷きであり、比較的優しい地形にある。このトレイルはフィッチバーグを通る自転車と歩道に混合して使われるよう計画されたものの、最初に発注された部分である。このトレイルは最終的に隣接するレミンスターやウェストミンスターのトレイルと繋ぐことになる。計画中の今後追加される部分はリバーフロントとゲイウェイ各公園にある。
フィッチバーグ蒸気ライントレイルは州道31号線（プリンストン道路）と州道2号線代替路（ウェストミンスター通り）の交差点に近く、ウェストミンスター通り465に位置している。このトレイルの駐車場には標識があり、州道2号線代替路の南側、州道31号線の東約4分の1マイル (400 m) にある。
このトレイルはフィッチバーグ中央蒸気プラントの左に向かって始まる。

## メディア

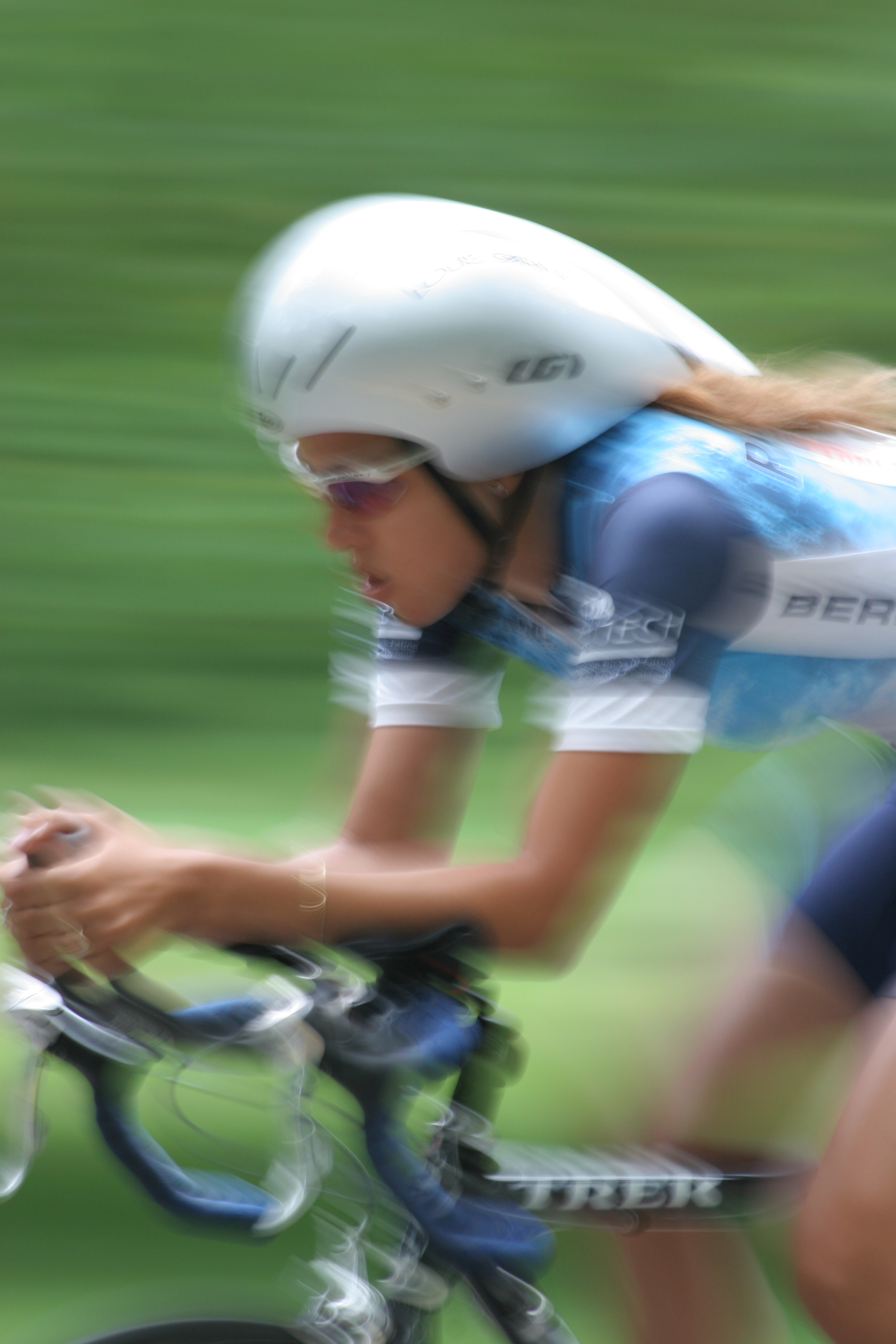
2006年フィッチバーグ・ロングショ・クラシックに出場したアマチュア自転車競技者

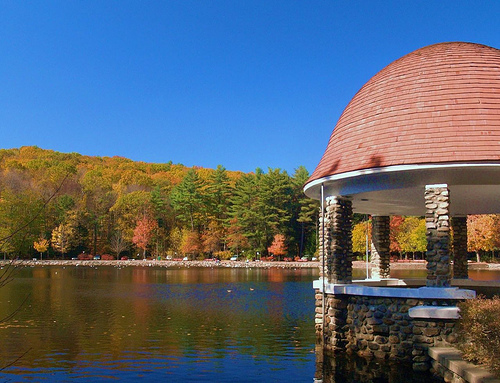
秋のコグスホール公園

### 新聞
- 「レイバージャ」[49]
- 「センティネル & エンタープライズ」
- 「テレグラム & ガゼット」

### テレビ
フィッチバーグには独自のテレビ局がある。地元学校スポーツから市政府の会合まで様々な出来事をカバーしている。公共、教育、政府の3つのチャンネルを運営している。

### ラジオ
市内のラジオ局はAMが1局、FMが3局ある。

## 文化
フィッチバーグの文化活動は次の施設や団体、行事によって推進されている
| - フィッチバーグ美術館 - フィッチバーグ歴史協会 - フィッチバーグ・ロングショ・クラシック - ウォレス・シビックセンター - ボルダー美術画廊 - ルールストーン・スタジオ - デザイン @ 639 - ハモンド・キャンパスセンター美術画廊 - ストラットン・プレーヤーズ | - リバーサイド・スタジオ - ニュープレーヤーズ・シアター・ギルド - アンブレラ画廊 - フィッチバーグ・アーティストリー - トップファン航空玩具博物館 - リバーフロント子供劇場 - ボルダー・カフェ - フィッチバーグ・ミリタリー・バンド |

## 大衆文化の中で
ファンタジー『ハリーポッター』の世界で、フィッチバーグはクィディッチのプロチーム、フィッチバーグ・フィンチーズの本拠地である。
ラナ・ターナー、エフレム・ジンバリスト・ジュニア、ジェイソン・ロバーズ、ジョージ・ハミルトンが出演した1961年の映画『愛するゆえに』のオープニングはフィッチバーグの郡庁舎と記念公園を映していた。
テレビドラマ『FRINGE/フリンジ』のエピソード、"The Human Kind"では、オリビアが電磁石を回収するためにフィッチバーグに行く
2012年、アメリカン・コミックスの出版社ダークホースコミックスが、「フォーリング・スカイズ: フィッチバーグの戦い」と題する8版限定のコミック本シリーズを発売し始めた。これを元にテレビドラマ『フォーリング スカイズ』も放送された。

## 著名な出身者
- エイメリー（本名: Amerie Mi Marie Rogers）、歌手、俳優[56]
- マイケル・ビーズリー、NBA選手、高校のオールアメリカン、フィッチバーグのノートルダム予備校に在籍[57]
- ライアン・ゴメス、NBA選手、ノートルダム予備校に在籍[58]
- ハイラム・マキシム、発明家、初の全自動式マキシム機関銃を発明[59]

## 姉妹都市
フィッチバーグ市はシスターシティ・インターナショナルに登録される姉妹都市関係が4つある。
- ドイツ、クレーヴェ
- フィンランド、コッコラ
- 中華人民共和国、天津市
- グルジア、オニ